# Espérance sportive de Tunis (handball)
Cet article concerne la section handball de l'Espérance sportive de Tunis. Pour les autres sections, voir Espérance sportive de Tunis.
Dernière mise à jour : 26 octobre 2022.
La section handball de l'Espérance sportive de Tunis est un club tunisien de handball fondé en 1957.

## Histoire
Club le plus titré du pays, il rejoint la division nationale à l'issue de la saison 1958-1959 avec un effectif mené par Moncef Hajjar, Lamine Kallel, Chedly Ben Slimane et Mongi Haddad. Par la suite, il remporte son premier titre en 1963 en battant en finale de la coupe le club d'Al Mansoura Chaabia de Hammam Lif.
Parmi ses joueurs principaux ont figuré Moncef Hajjar, Mounir Jelili, Moncef Besbes, Fawzi Sbabti, Faouzi Ksouri, Khaled Achour, Zouheir Khenissi, Habib Yagouta, Sami Agrebi, Mohamed Madi, Karim Zaghouani, Issam Tej, Wissem Hmam, Jaleleddine Touati, Mahmoud Gharbi ou encore Heykel Megannem.
La domination de l'Espérance s'étend au championnat arabe des clubs dont elle remporte les quatre premières éditions, avant de le boycotter pour des motifs non sportifs. Il compte également trois coupes d'Afrique des vainqueurs de coupe remportées en 2003, 2014 et 2015, une Ligue des champions d'Afrique remportée en 2013 et deux Supercoupe d'Afrique remportée en 2014 et 2016.
Le club a participé à la coupe du monde des clubs en 2014, 2016, 2017 et 2022.

## Palmarès
| National (71) | Régional (9) | International (8) |
| --- | --- | --- |
| - Championnat de Tunisie (37) : - Vainqueur : 1967, 1969, 1971, 1972, 1973, 1974, 1975, 1976, 1977, 1978, 1979, 1980, 1981, 1982, 1983, 1984, 1985, 1991, 1992, 1993, 1995, 1997, 2004, 2005, 2009, 2010, 2012, 2013, 2014, 2016, 2017, 2019, 2020, 2021, 2023, 2024, 2025 - Coupe de Tunisie (31) : - Vainqueur : 1960, 1970, 1971, 1972, 1973, 1974, 1975, 1976, 1978, 1979, 1980, 1981, 1982, 1983, 1984, 1985, 1986, 1992, 1993, 1994, 1995, 2002, 2005, 2006, 2013, 2018, 2021, 2022, 2023, 2024, 2025 - Finaliste : 1961, 1962, 1963, 1965, 1968, 1990, 2014, 2019, 2020 - Supercoupe de Tunisie (2) : - Vainqueur : 2000, 2002 - Coupe de la Fédération (1) : - Vainqueur : 2019 | - Coupe arabe des clubs champions (7) : - Vainqueur : 1976, 1977, 1978, 1979, 2018, 2021, 2022 - Finaliste : 1980, 2001 - Coupe arabe des clubs vainqueurs de coupe (1) : - Vainqueur : 2013 - Supercoupe arabe (1) : - Vainqueur : 2019 | - Ligue des champions (2) : - Vainqueur : 2013, 2022 - Finaliste : 1993, 2005, 2016, 2017 - Coupe d'Afrique des vainqueurs de coupe (4) : - Vainqueur : 2003, 2005, 2015 (en), 2024 (en) - Finaliste : 2004, 2016 (en) - Supercoupe d'Afrique (2) : - Vainqueur : 2014, 2016 (en) - Finaliste : 2004, 2015 (en) et 2025 |

## Personnalités liées au club

### Entraîneurs
- 1958-1964 :  Moncef Hajjar
- 1964 :  Néjib Goucha
- 1964-1970 :  Moncef Hajjar
- 1970-1976 :  Saïd Amara
- 1976-1978 :  Hachemi Razgallah
- 1978-1979 :  Abdellatif Telmoudi
- 1979-1981 :  Habib Touati
- 1981-1982 :  Hédi Jelassi, Hachemi Razgallah
00000puis : Khaled Achour et Mounir Jelili
- 1982-1983 :  Habib Touati
- 1983-1984 :  Wladyslaw Piatkowski
- 1984-1985 :  Hachemi Razgallah
- 1985-1986 :  Moncef Hajjar
- 1986-1987 :  Habib Touati, Tahar Cheffi
00000puis :  Roman Trzmiel
- 1987-1990 :  Roman Trzmiel
- 1990-1991 :  Saïd Amara
- 1991-1992 :  Saïd Amara et  Roman Trzmiel
- 1992-1995 :  Stephan Wrzesniewski
- 1995-1996 :  Henryk Nakowski
- 1996-1997 :  Karim Mansour
00000puis : Sayed Ayari
- 1997-1998 :  Khaled Achour
00000puis : Fethi Cherif
- 1998-1999 :  Gregory Tchernich
- 1999-2000 :  Moncef Mokni
- 2001-2001 :  Omar Azeb
- 2001-2003 :  Noureddine Ben Ameur
00000puis :  Leonid Zakharov
- 2003-2005 :  Leonid Zakharov
00000puis :  Sayed Ayari et Saïd Amara
- 2005-2007 :  Sayed Ayari
00000puis : Fethi Cherif
- 2007-2008 :  Mohamed Ali Seghir
- 2008-2009 :   Boro Golić
00000puis :  Néjib Ben Thayer et Riadh Azaiez
- 2009-2011 :  Néjib Ben Thayer, Hafedh Zouabi
00000puis : Riadh Azaiez
- 2011-2012 :  Sayed Ayari
- 2012-2013 :  Amor Khedhira
00000puis : Mongi Bannani
- 2013-2015 :  Néjib Ben Thayer
- 2015-2016 :  Paulo Pereira (en)
00000puis :  Denis Lathoud
- 2016-2017 :  Denis Lathoud
- 2017-2018 :  Néjib Ben Thayer
- 2021-202.. :  Bassem Sobki

### Effectif
| N° | Nom                | Poste          | Date de naissance  | Nationalité | Sélection |
| -- | ------------------ | -------------- | ------------------ | ----------- | --------- |
| 1  | Assil Nemli        | Gardien        |                    | Tunisie     | Tunisie A |
| 12 | Mohamed Sfar       | Gardien        | 4 janvier 1990     | Tunisie     | Tunisie A |
| 36 | Ammar Chaabani     | Gardien        |                    | Tunisie     |           |
| 13 | Mohamed Ali Bhar   | Ailier droit   | 17 septembre 1989  | Tunisie     | Tunisie A |
| 29 | Tarak Jallouz      | Ailier droit   | 1er septembre 1993 | Tunisie     | Tunisie A |
| 20 | Chafik Boukadida   | Ailier gauche  | 25 janvier 1989    | Tunisie     | Tunisie A |
| 22 | Oussema Boughanmi  | Ailier gauche  | 5 février 1990     | Tunisie     | Tunisie A |
| 27 | Aymen Hammed       | Arrière droit  | 20 juillet 1983    | Tunisie     | Tunisie A |
| 8  | Jihed Ben Aaraar   | Arrière gauche | 21 juin 1996       | Tunisie     |           |
| 92 | Oussama Jaziri     | Arrière gauche | 6 novembre 1992    | Tunisie     | Tunisie A |
| 86 | Anis Mahmoudi      | Arrière gauche | 30 avril 1986      | Tunisie     | Tunisie A |
| 28 | Hazem Bacha        | Arrière gauche | 8 décembre 2001    | Tunisie     |           |
| 25 | Abdelhak Ben Salah | Demi-centre    | 25 avril 1990      | Tunisie     | Tunisie A |
| 15 | Bilel Abdelli      | Demi-centre    | 4 août 1995        | Tunisie     |           |
| 66 | Mazeri Youssef     | Pivot          | 21 juin 1999       | Tunisie     |           |
| 14 | Hamdi Aïssa        | Pivot          | 21 juillet 1983    | Tunisie     |           |
| 6  | Elyès Hachicha     | Pivot          |                    | Tunisie     | Tunisie A |

### Staff
- Président de la section : Kaïs Attia[2],[3]
- Entraîneur : Bassem Sobki[3]
- Entraîneur adjoint : Haithem Ben Amor
- Entraîneur des gardiens : Hamza Bouneb
- Préparateur physique : Taïeb Bouaziz[3]
- Médecin : Zied Mabrouki[3]
- Kinésithérapeutes : Naïm Hammami et Rami Zoghlami
- Responsables des équipements : Hatem Traidia[3]